# Харьковский 4-й уланский полк
4-й уланский Харьковский полк —  конное формирование (уланский полк) Русской императорской армии. С 1875 по 1918 год входил в состав 4-й кавалерийской дивизии.
Старшинство полка — 1651 год.

## Места дислокации
1820 — Чигирин Киевской губернии. Полк входил в состав 3-й Драгунской дивизии.
1913 — Белосток Гродненской губернии.

## Хроника Харьковского полка
- 1651 год — составлен из черкас, составлявших население Слободской области и происходивших из малороссийских казаков, бежавших от польских притеснений, Харьковский слободской черкасский казачий полк.
- 3 мая 1765 — присоединены команды Грузинского гусарского и других Слободских полков, и майором лейб-гвардии Измайловского полка Ефимом Щербининым сформирован в г. Харькове Харьковский гусарский полк.
- 26 июня 1783 — переформирован в 6-эскадронный состав и назван Харьковским гусарским полком Украинной конницы.
- с 1784 — Харьковский легкоконный полк;
- с 1790 — Харьковский конно-егерский полк;
- с 1792 — Харьковский легкоконный полк;
- с 1796 — Харьковский кирасирский полк;
- с 1798 — Кирасирский Генерала Майора Заплатина полк;
- с 1798 — Кирасирский Генерала Майора кн. Ромодановского-Ладыженского полк;
- с 1799 — Кирасирский Генерала Майора Козенса полк;
- с 1801 — Харьковский кирасирский полк;
- с 1801 — Харьковский драгунский полк;
- с 1827 — Харьковский уланский полк;
- с 1851 — Уланский Его Королевского Высочества Принца Фридриха Прусского полк;
- с 1857 — Харьковский Уланский Его Королевского Высочества Принца Фридриха Прусского полк;
- с 1863 — Харьковский Уланский полк;
- с 1864 — 4-й Уланский Харьковский полк;
- с 23 апреля 1864 — 4-й Уланский Харьковский Её Императорского Высочества Великой Княгини Александры Петровны полк;
- с 18 августа 1882 — 11-й драгунский Харьковский Её Императорского Высочества Великой Княгини Александры Петровны полк;
- с 6 декабря 1907 — 4-й уланский Харьковский полк

## Боевые походы
- 1805 — Аустерлицкое сражение:

Харьковский полк участвовал в этой печально знаменитой битве на правом фланге, где командовал П. И. Багратион… Получив известие о поражении русских и австрийцев в центре, он стал медленно отступать, отбиваясь от наседавших французов. Харьковские драгуны дважды бросались в атаку на неприятельских кирасир, но в конце концов были опрокинуты. О напряженности схваток свидетельствуют цифры потерь: на следующий день полк не досчитался в своих рядах семи офицеров и 141 унтер-офицера и рядовых, было убито и ранено 208 лошадей.— 
- 1812 — Тарутинский бой:

Во время сражения Харьковский полк «с отличною храбростию атаковал два раза неприятеля:… опрокинул оного и, врубаясь в самые ряды их, привел его в большое расстройство и гнал до самых колонн их».— 
- 1877—1878 — Русско-турецкая война (1877—1878)[4]:

- 29 апреля 1877 года — 4-й уланский Харьковский полк перевезён по железной дороге из Доманово в Брест-Литовск.
- 9 июля — по железной дороге движение к границе, к станции Унгены: 4-й уланский полк перешел границу Румынского княжества.
- 12 июля — начало выступления полков из г. Букареста обыкновенным походным порядком по дороге на Зимницу. Вторым выступил 4-й уланский Харьковский полк с 7-ю конно-артиллерийской батареей.
- 23 июля — части корпуса сосредоточились на линии Пелишат-Порадим и расположились биваком. По прибытии в Пелишат корпусной командир произвёл рекогносцировку Плевненской позиции под прикрытием 1-го дивизиона 4-го уланского Харьковского полка (командир 4-го уланского Харьковского полка — полковник Эртель).
- 25 июля — рекогносцировка Ловчинского шоссе сводным дивизионом драгунского и уланского полков под командою начальника дивизионного штаба полковником фон-дер-Лауницем.
- 28 июля — 4-й уланский полк стал на пехотном биваке между д. Пелишат и д. Богот около строящегося укрепления. Эскадронами драгунского и уланского полков организованы передовые посты и разъезды между Радишевым, Боготом и шоссе.
- 9 августа — охрана полком бивака у д. Семерет-Тростяника.
- 10 августа — участие в сражении с турецким отрядом с баши-бузуками у деревни Семерет-Трестеник. Отступление турок к Плевне.
- 13 августа — переход полка в село Карагасан к 1-й бригаде. Держал усиленные разъезды и отдельные пикеты на дорогах, ведущих в долину р. Осмы с последующими стычками.
- 18 августа — прибытие 4-го уланского Харьковского полка в Пелишат. Уланский эскадрон выдвинут к деревням Тученица и Радишево. Стычки с неприятелем.
- 19 августа — участие в сражении при Пелишат и Згалевице (Сгалевице): отражение атаки армии осман-паши. В начале дня 4-й уланский Харьковский полк находился на биваке позади д. Пелишат, имея 1-й эскадрон на постах от Радишева до Тученицы. При наступлении неприятеля превосходящими силами уланы и гусары быстро соединились и вынеслись вперёд деревни Пелишата не смотря на жестокий огонь турецкой пехоты. Под прикрытием артиллерийского огня уланы развернулись и пошли в атаку, а турки не выдержали и отогнули правый фланг, затем быстро отступили к Тученице. В сражении уланы потеряли 3 нижних чина и 8 лошадей и батарея — 2 нижних чинов и 6 лошадей. Всего в деле участвовало 2500 человек кавалерии IV корпуса против 20 000 турецких войск.
- 8 сентября — 4-й уланский Харьковский полк занял сторожевые посты против Плевненских позиций.
- 9 сентября — под начальством полковника Тутолмина произведена усиленная рекогносцировка по Софийскому шоссе отрядом, в составе которого находился дивизион 4-го уланского Харьковского полка.
- 12 сентября — уланы сменили драгун на передовых постах, а один эскадрон полка послан на рекогносцировку течения р. Искера, путей ведущих к этой реке и для разведки расположения турецких передовых постов на левом берегу р. Искера.
- 13 сентября — с целью обеспечить отряд с северо-западной стороны, то есть от г. Рахова, укреплённого и занятого турками, для овладения этим городом с налёта, если представится возможность, и вообще для освещения местности по левому берегу Искера направлен отряд, под личным начальством командующего корпусом генерал-лейтенанта Крылова из 3-го эскадрона 4-го драгунского Екатеринославского, 4-го уланского Харьковского и 4-го гусарского Мариупольского полков, с 8-ю конно-артиллерийскою батареею. К вечеру отряд (также в составе была Кавказская бригада, бригада рошиоров и 8-й драгунский Астраханский полк) дошёл до села Княжна.
- 14 сентября — отряд подошёл к г. Рахову к 12 часам для и выставил свои батареи (8-я конно-артиллерийская и румынская) на позицию. Обстреляв укрепления до 5 часов вечера, кавалерийский отряд отошёл версты на три и стал на бивак.
- 15 сентября — отряд отошёл к р. Исекру и ночевал у д. Старосельцы.
- 16 сентября — кавалерийский отряд перешёл к с. Рыбино на р. Вид. 5-я и 6-я сотни Донского казачьего № 4 полка с эскадроном Бугскаго уланов, под командованием полковника Власова, произвели рекогносцировку к р. Виду к д. Чериково-Свинар. Остальные сотни полка заняли передовые посты между Каракиойским ущельем и д. Медован.
- 18 сентября — для производства поиска на юге по Софийскому шоссе сформирован летучий отряд из Владикавказского конного полка, двух сборных дивизионов 4-го уланского Харьковского и 4-го гусарского Мариупольского полков и 8-й конно-артиллерийской батареи под командою полковника Левиса-оф-Менара. Летучий отряд въ этот день собрался у Горного-Дубняка.
- 19 сентября — летучий отряд полковника Левиса перешелъ к селу Радомирцам на Софийском шоссе, тесня перед собою неприятельские разъезды и перестреливаясь с ними. Из Плевны произведена вылазка (усиленная рекогносцировка) по направлению к Дольному-Митрополыо. Турецкий отряд спустился с Опонецких высот, перешел р. Вид и развернулся против нашего авангарда. Встреченный 4-м драгунским Екатеринославским полком в пешем строе и другими частями авангарда, турецкий отряд отступил к Плевне. Въ этом деле также участвовали наездники 2-го дивизиона 4-го уланского Харьковского полка, переведенного въ этот день на бивак въ Семерет-Тростяник. Уланы участвовали в захвате неприятельского транспорта у деревни Радомирце.
- 20 сентября — летучий отряд полковника Левиса действовал между сёлами Червен-Брегом и Чумаковцы, имея постоянные стычки с передовыми войсками неприятеля.
- 21 сентября — летучий отряд занял с боя д. Луковицу после жаркого дѣла съ неприятельской кавалерией.

## Шефыполка

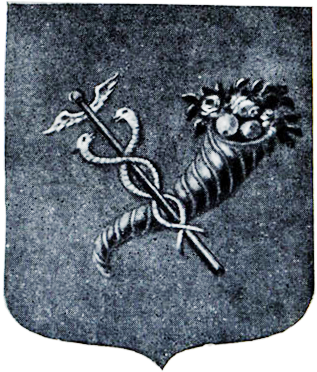
Герб Харьковского регулярного полка из Гербовника Щербатова (1775)

### Шефы
- 03.12.1796—10.01.1797 — генерал от инфантерии граф Зубов, Валериан Александрович
- 10.01.1797—28.03.1798 — генерал-майор (с 29.11.1797 генерал-лейтенант) барон Мейендорф, Казимир Иванович
- 28.03.1798—05.10.1798 — генерал-лейтенант Пауперт, Иван Михайлович[9]
- 05.10.1798—25.10.1798 — генерал-майор Заплатин, Семён Григорьевич
- 25.10.1798—23.01.1799 — генерал-майор князь Ромодановский-Ладыженский, Александр Николаевич
- 23.01.1799—15.11.1804 — генерал-майор Козенс, Александр Рыцаревич
- 18.11.1804—17.02.1808 — генерал-майор Гижицкий, Варфоломей Каэтанович
- 10.03.1808—19.06.1810 — генерал-майор князь Друцкой-Соколинский, Елиферий Васильевич
- 11.08.1810—01.09.1814 — полковник (с 26.12.1812 генерал-майор) Юзефович, Дмитрий Михайлович

### Почётные шефы
- 15.05.1851—18.06.1863 — Его Королевское Высочество принц Фридрих Прусский
- 23.04.1864—20.04.1900 — Её Императорское Высочество Великая Княгиня Александра Петровна

## Командиры полка

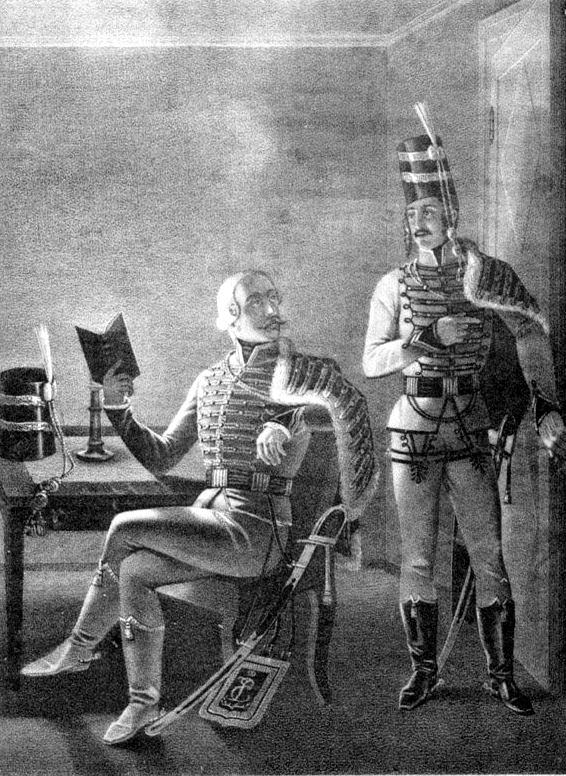
Штаб-офицер и Кадет Харьковского Гусарского полка, с 1776 по 1783 г.

- 03.03.1765—22.04.1774 — полковник Чорба, Николай Иванович
- 22.04.1774—14.08.1774 — полковник Галос, Осип
- 21.09.1774—10.02.1778 — полковник Бедряга, Аким
- 16.02.1778—11.10.1783 — бригадир Высоцкий, Николай Петрович
- 09.11.1790—26.03.1790 — бригадир Неплюев, Иван Николаевич
- 03.06.1790—хх.хх.1796 — бригадир Боур, Карл Фёдорович
- хх.хх.1796—16.11.1797 — полковник Фриз, Карл Фёдорович
- 16.11.1797—29.11.1797 — полковник Грушецкий, Василий Васильевич
- 31.03.1798—05.10.1798 — полковник Заплатин, Семён Григорьевич
- 25.01.1799—04.06.1799 — полковник Гельфрейх, Карл Борисович
- 04.06.1799—08.09.1799 — полковник Каменев, Сергей Андреевич
- 04.12.1799—15.10.1800 — полковник Портнягин, Семён Андреевич
- 23.11.1800—16.05.1803 — полковник Дехтерев, Владимир Семёнович
- 10.07.1803—12.01.1804 — подполковник Юзефович, Дмитрий Михайлович
- 12.01.1804—25.05.1806 — полковник Миницкий, Дмитрий Андреевич
- 23.06.1806—11.08.1810 — подполковник (с 12.12.1807 полковник) Юзефович, Дмитрий Михайлович
- 11.08.1810—хх.хх.1814 — майор (с 16.09.1812 подполковник, с 13.05.1813 полковник) Прендель, Франц Антонович
- хх.хх.1814—17.12.1815 — командующий майор Засядко
- 07.12.1815—24.01.1816 — подполковник Семяко, Иван Павлович
- 10.02.1816—19.03.1820 — полковник де Юнкер, Карл Филиппович
- 28.03.1820—24.11.1823 — подполковник (с 26.12.1821 полковник) Снарский, Константин Станиславович
- 12.12.1823—08.01.1826[11] — полковник Канчиялов, Георгий Александрович
- 19.03.1826—16.09.1826 — полковник (с 22.08.1826 генерал-майор) Гельман, Карл Евстафьевич
- 16.09.1826—14.06.1830 — полковник Анреп-Эльмпт, Иосиф Романович
- 14.06.1830—06.06.1831 — командующий подполковник Диц, Михаил Андреевич
- 19.05.1832—23.01.1840[12] — полковник (с 01.01.1839 генерал-майор) Беклемишев, Дмитрий Николаевич
- 09.02.1840—08.03.1842 — полковник Витовский, Осип Петрович
- 08.03.1842—23.03.1847 — полковник (с 25.06.1845 генерал-майор) фон Кронек, Фёдор Адамович
- 23.03.1847—12.11.1854 — полковник (с 19.04.1853 генерал-майор) Земенцкий, Владислав Касперович
- 12.11.1854—01.09.1860 — полковник (с 26.08.1856 генерал-майор) Станкевич, Платон Михайлович
- 01.09.1860—22.06.1861 — полковник Гудима, Алексей Степанович
- 22.06.1861—13.08.1866— полковник Баумгартен, Фердинанд Ермолаевич
- 13.08.1866—27.09.1866[13] — полковник барон Притвиц, Иван Карлович
- 27.09.1866—07.01.1870 — полковник Чернов, Николай Пахомович
- 28.01.1870—27.06.1875 — флигель-адъютант полковник граф Нирод, Николай Евстафьевич
- 27.06.1875—13.06.1881 — полковник Эртель, Виктор Иванович
- 13.06.1891—02.08.1891 — полковник Палицин, Владимир Алексеевич
- 08.08.1891—02.07.1896 — полковник Веймарн, Иван Иванович
- 29.07.1896—16.08.1900 — полковник Оболешев, Александр Дмитриевич
- 24.10.1900—10.03.1902 — полковник фон Крузенштерн, Николай Фёдорович
- 16.04.1902—03.11.1904 — полковник Любомиров, Павел Петрович
- 29.01.1905—06.12.1907[14] — полковник Красовский, Бронислав Иванович
- 04.12.1907—17.09.1912 — полковник фон Круг, Виктор Платонович
- 30.09.1912—08.03.1917 — полковник Николаев, Степан Леонидович
- 08.03.1917—хх.хх.хххх — полковник Валицкий, Владимир Вячеславович

## Боевые отличия
- Георгиевский штандарт за отличие в сражении при Кацбахе, в 1813 г.;
- Георгиевские трубы за войну с Турцией 1877—78 гг.;
- Знаки на шапки за войны с Персией, 1826—27 гг., и с Турцией, 1828—29 гг.

## Униформа

Рядовой (улан) 4-го Харьковского уланского полка (Петр Сергеевич Богдашкин) 1872—1882 гг. в парадной форме. На голове — уланка образца 1869 года.
Реконструкция: Игорь Анатольевич Воробьёв.

Общеуланская. На момент начала Первой мировой войны: мундир, воротник, вицмундир, тулья, выпушка — тёмно-синий, околыш, погоны, лацкан, обшлага, накладка шапки, клапан - воротник, пальто, шинели — жёлтый, металлический прибор — золотой.

Драгун 11-го Харьковского драгунский полк, после 1882 г. (в мундире при парадной форме)
Драгун 11-го Харьковского драгунский полк, после 1882 г. (в шинели при парадной форме)

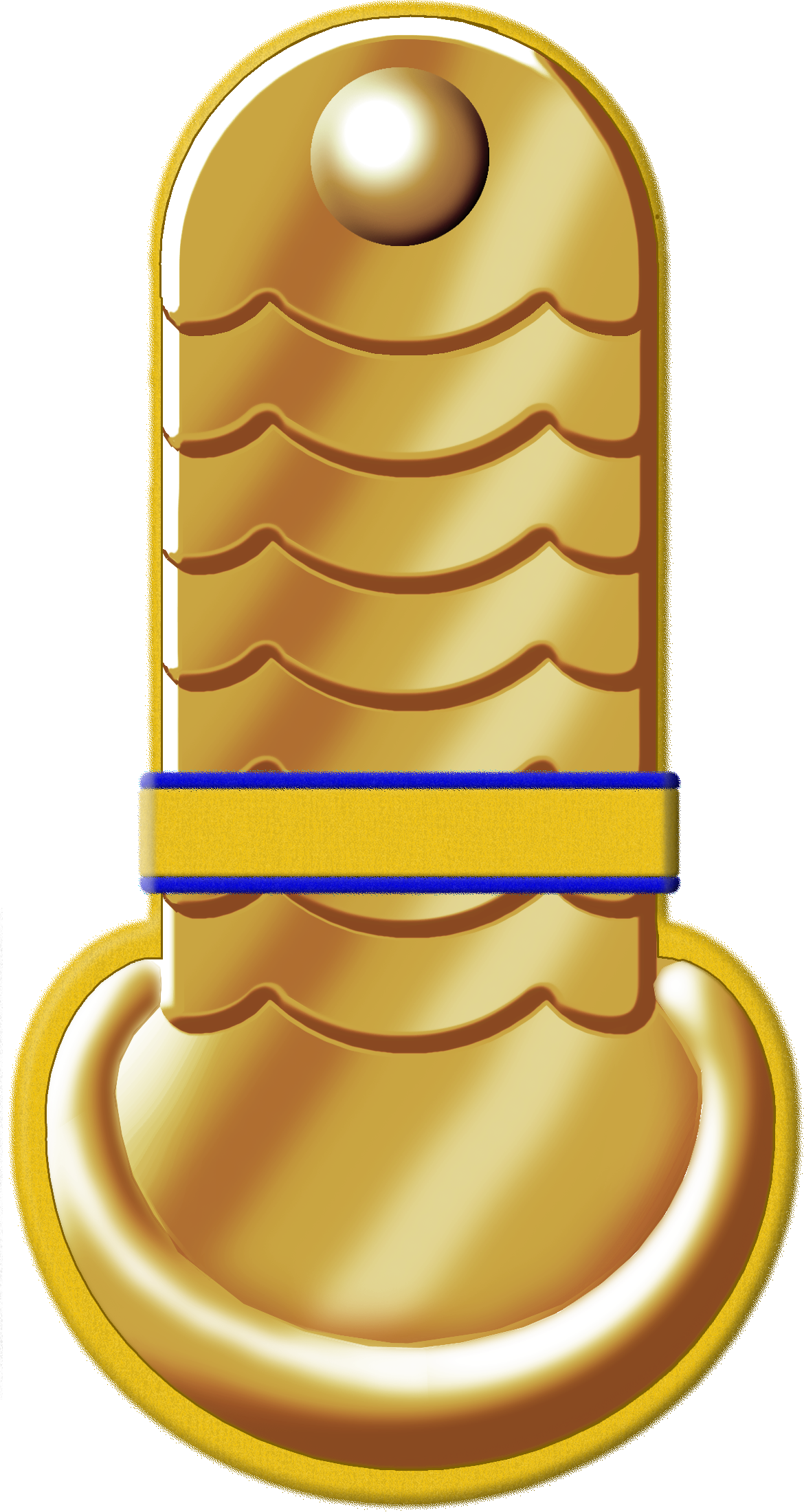
Эполет образца 1872 г., Харьковский 4-й уланский полк
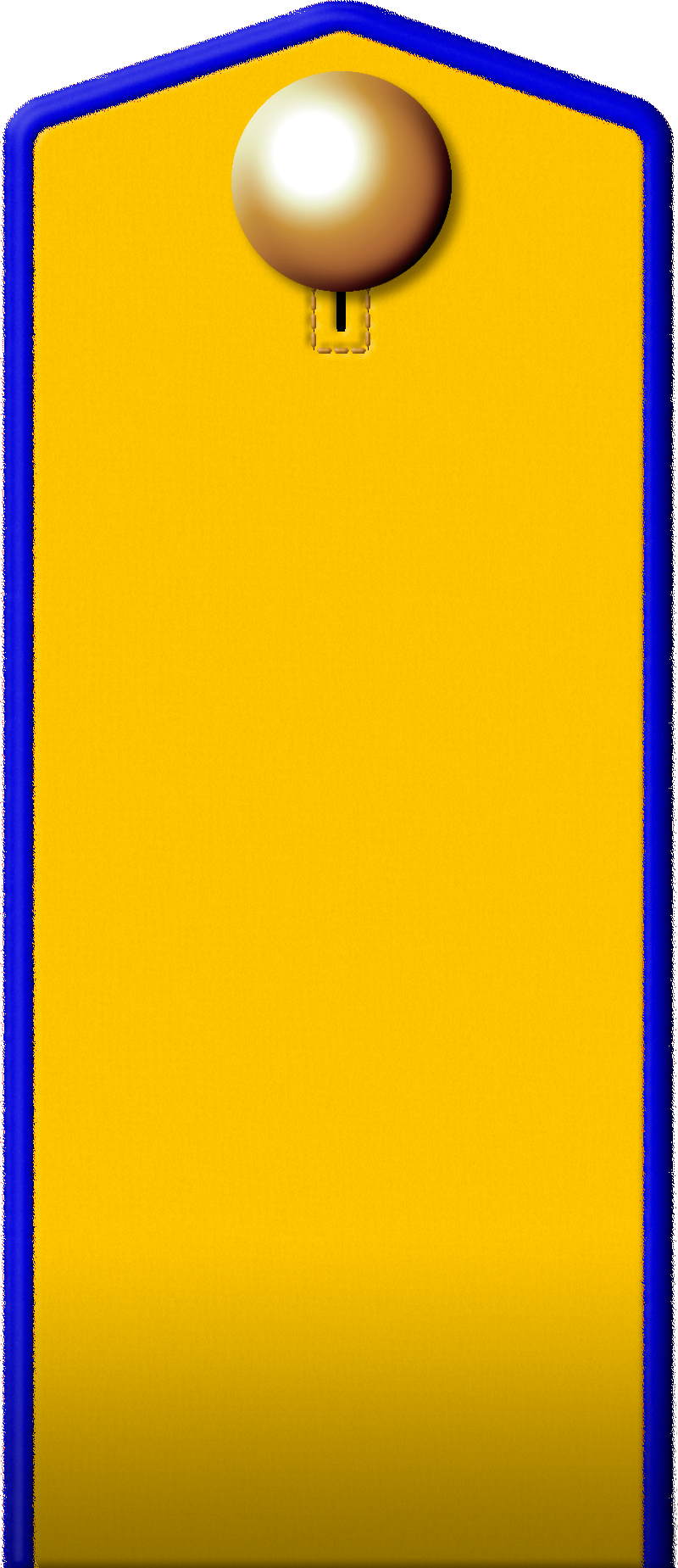
Погон образца 1872 г., Харьковский 4-й уланский полк
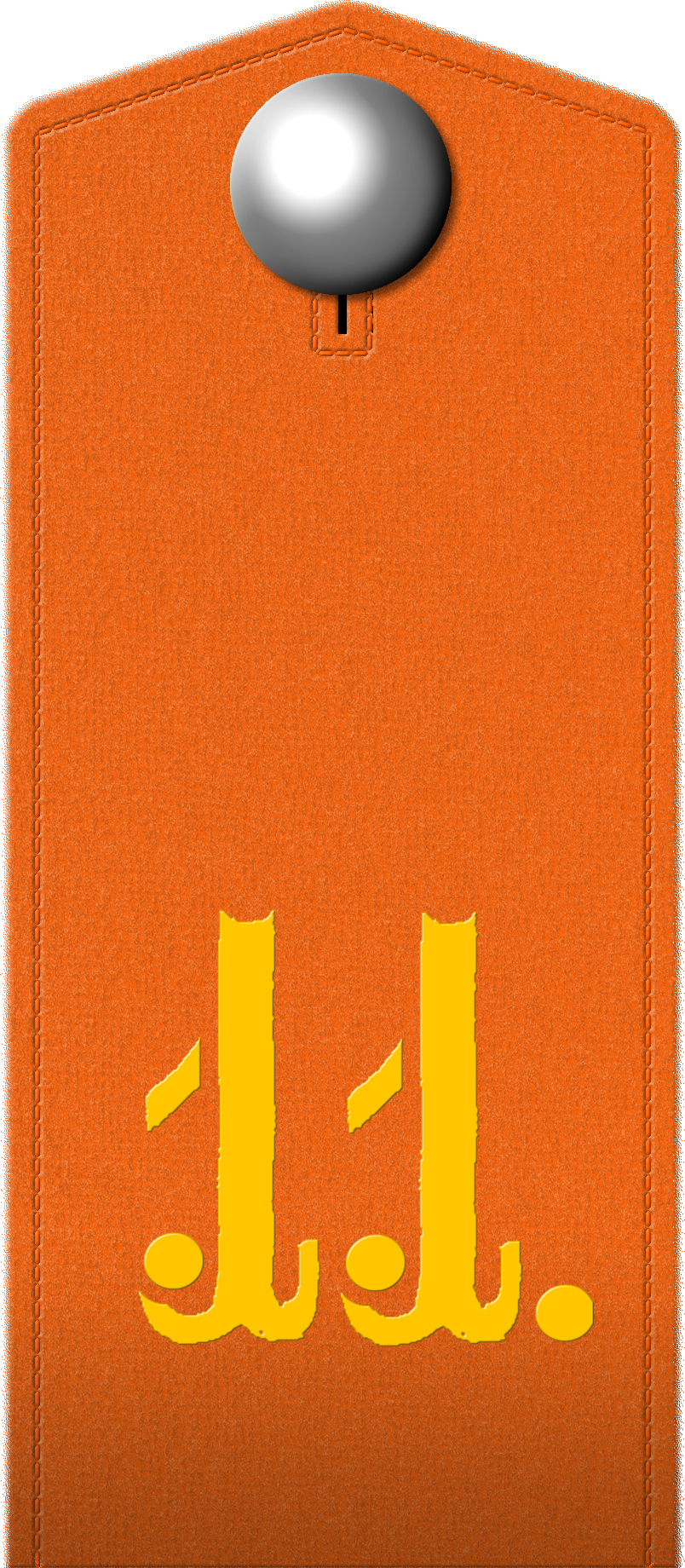
Погон образца 1882 г., Харьковский 11-й драгунский полк